# Jaapiella rubicundula
Jaapiella rubicundula är en tvåvingeart som först beskrevs av Rubsaamen 1891.  Jaapiella rubicundula ingår i släktet Jaapiella och familjen gallmyggor. Inga underarter finns listade i Catalogue of Life.